# 龍田口站

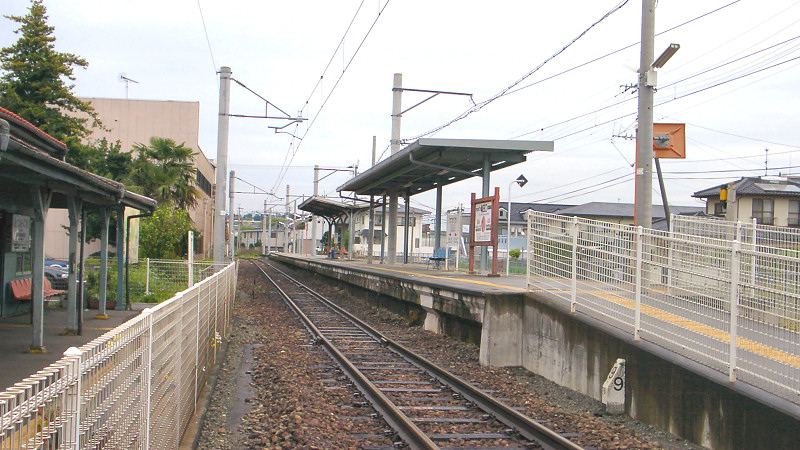
站內

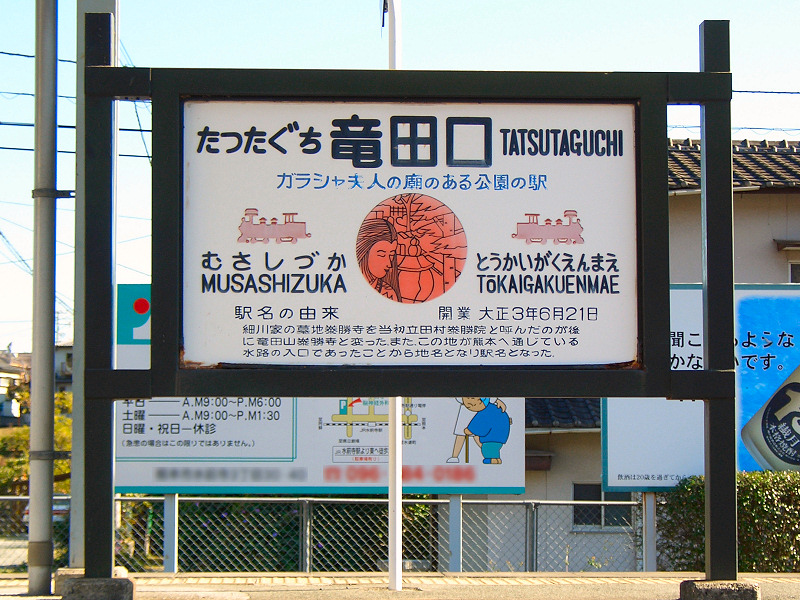
站名牌

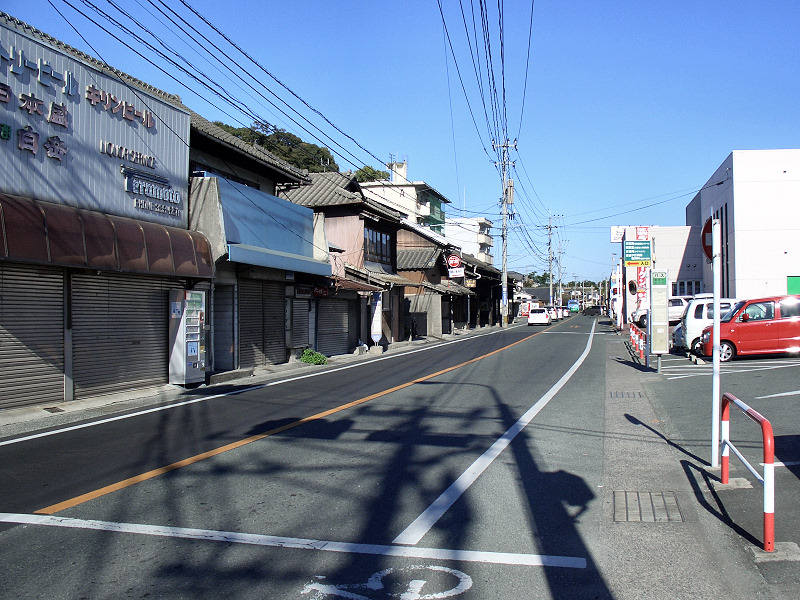
站前

龍田口站（日语：／ Tatsutaguchi eki */?）是位於熊本縣熊本市北區渡鹿九丁目1番1號，九州旅客鐵道（JR九州）的豐肥本線車站。

## 歷史
- 1914年（大正3年）6月21日：宮地輕便線熊本至肥後大津之間開通，此站啟用[3]。
- 1922年（大正11年）9月2日：宮地輕便線改名為宮地線[3]。
- 1928年（昭和3年）12月2日：宮地線改名為豐肥本線[3]。
- 1987年（昭和62年）4月1日 - 伴隨國鐵分割民營化，車站由九州旅客鐵道（JR九州）和日本貨物鐵道（JR貨物）營運[4][5][6][3]。
- 1990年（平成2年）1月1日：JR貨物車站暫停營業。再沒有貨運列車班次停靠[3]。車站附近設有日本石油（現時：ENEOS）熊本油槽所。當時設有專用線連接該處，也設有石油貨物列車運送往鶴崎站隣接的九州石油（日语：九州石油）（同）大分製油所（日语：JXTGエネルギー大分製油所）。
- 1993年（平成5年）12月1日：JR貨物車站（起卸貨物）廢止[3]。廢止至2003年前還有JR貨物設施。
- 2012年（平成24年）12月1日 - 此站開始可以使用IC卡SUGOCA[7]。

## 車站構造
車站是一座地面車站，設有1面2線的島式月台。兩月台之間設有站內平交道連接。在國鐵時代末期設有列車於此站折返。
此站是業務委託車站，委托了JR九州支援服務負責車站業務。此站沒有MARS系統，只有POS終端。

### 月台
| 月台 | 路線      | 上下行 | 方向               |
| ---- | --------- | ------ | ------------------ |
| 1    | ■豐肥本線 | 下行   | 肥後大津、阿蘇方向 |
| 2    | ■豐肥本線 | 上行   | 水前寺、熊本方向   |

## 使用狀況
在2015年度前的數據來自「熊本市統計書」，在2016年度起的數據來自JR九州官方網站。在2019年度，1日平均乘車人次為732人。
| 年度   | 1日平均 乘車人員 | 變化率 |
| ------ | ---------------- | ------ |
| 2001年 | 442              |        |
| 2002年 | 447              | 1.1%   |
| 2003年 | 461              | 3.1%   |
| 2004年 | 454              | -1.5%  |
| 2005年 | 455              | 0.2%   |
| 2006年 | 472              | 3.7%   |
| 2007年 | 471              | -0.2%  |
| 2008年 | 462              | -1.9%  |
| 2009年 | 465              | 0.6%   |
| 2010年 | 500              | 7.5%   |
| 2011年 | 555              | 11.0%  |
| 2012年 | 562              | 1.2%   |
| 2013年 | 607              | 7.9%   |
| 2014年 | 608              | 0.2%   |
| 2015年 | 673              | 10.7%  |
| 2016年 | 677              | 0.6%   |
| 2017年 | 704              | 4.0%   |
| 2018年 | 732              | 4.0%   |
| 2019年 | 732              | 0.0%   |

## 車站周邊
車站位於白川和立田山之間的土地上。靠近山一方設有住宅區。
- 長薫寺
- 熊本縣道337號熊本菊陽線（日语：熊本県道337号熊本菊陽線）（舊國道57號線）
- 國道3號 熊本北繞道（日语：熊本北バイパス）
- 浦山横穴群（縣指定史蹟）
- 熊本大學
- 佛壇之古屋鋪　龍田口店（舊：EunosJR九州龍田口店）
- 立田自然公園（泰勝寺蹟（日语：泰勝寺跡））[1]
- 熊本國際民藝館（日语：熊本国際民藝館）
- 櫻山神社（日语：桜山神社 (熊本市)）

## 巴士路線
龍田口站前。巴士站位於站前（熊本縣道337號熊本菊陽線上）和站內2處。
巴士路線可前往熊本市內中心、楠團地、武藏丘、光之森、大津方向。
- 產交巴士（日语：九州産交バス）
  - E2・E3系統 櫻町BT（日语：熊本桜町バスターミナル）（經熊本大學、子飼（日语：子飼）橋）
  - E2-1→S3-0系統 西部車廠（日语：九州産交バス熊本営業所）（經熊本大學、子飼橋、櫻町BT、熊本站、蓮台寺）
  - E3-3系統 熊本站（經熊本大學、子飼橋、櫻町BT）※只於平日服務
  - E2-1系統 楠團地（經二里木）
  - E3-1系統 光之森產交（日语：九州産交バス光の森営業所）（經二里木、菊陽繞道（日语：菊陽バイパス））
  - E3-2系統 光之森產交（經二里木、武藏塚站前、youme Town光之森（日语：ゆめタウン光の森））
  - E3-3系統 光之森產交（經二里木、武藏塚站前、南丘小學（日语：合志市立南ヶ丘小学校））
  - E3-4系統 光之森產交（經二里木、光之森站南出口、三里木）
  - E3-5系統 大津產交（日语：産交バス大津営業所）、吹田團地（經二里木、三里木、大津站前） ※日間後堤供服務、前往吹田團地的班次只於星期六及假期前的深夜時段

- 電鐵巴士
  - E1・E2系統 櫻町BT（經熊本大學、子飼橋）
  - E2-2系統 熊本站（經熊本大學、子飼橋、櫻町BT）
  - E1-3系統 武藏丘（經北繞道（日语：熊本北バイパス）、楠團地）
  - E2-1系統 楠團地（經二里木）※平日早上1班
  - E2-2系統 光之森站（經二里木、楠團地、youme Town光之森）
  - E2-3系統 武藏丘（經二里木、楠團地）※晚上只有數班

以下路線於站內出發。站內巴士站設有數班班次前往櫻町BT或來自櫻町BT（但是班次較少）。
- 產交巴士
  - E2-0系統 櫻町BT（經熊本大學、子飼橋）

在2008年4月1日，熊本市營巴士楠城西線轉讓至上記2間公司繼續營運。

## 相鄰車站
九州旅客鐵道（JR九州）
■豐肥本線
東海學園前－龍田口－武藏塚

## 注腳
1. 1 2 3 4 5  . 週刊朝日百科. 38号 大分駅・由布院駅・田主丸駅ほか. 朝日新聞出版. 2013-05-12: 23 （日语）.
2. 1 2 3  . JR九州鐵道營業.   [2016-04-20]. （原始内容存档于2016-04-12） （日语）.
3. 1 2 3 4 5 6 7  曽根悟（監修）. 朝日新聞出版分冊百科編集部（編集） , 编. . 週刊朝日百科. 27号・豊肥本線／久大本線. 朝日新聞出版. 2010-01-24: 14–15 （日语）.
4. ↑  九州鉄道百年祭実行委員会・百年史編纂部会 (编).  初版. 九州旅客鉄道. 1988: 181 （日语）.
5. ↑  『交通年鑑 昭和63年版』 交通協力會，1988年3月。
6. ↑  今村都南雄 『民営化の效果と現実NTTとJR』 中央法規出版，1997年8月。ISBN 978-4805840863
7. ↑  . 交通新聞 (交通新聞社). 2012-12-04: 1 （日语）.
8. ↑  駅別乗車人員（2019年度） （页面存档备份，存于）（日語）

## 外部連結
- 龍田口（車站資訊） - 九州旅客鐵道（日語）